# Comuna Sânpaul, Cluj
Sânpaul, mai demult Sânpalu Unguresc, (în maghiară Magyarszentpál, colocvial Szentpál, în trad. "Sfântul Paul") este o comună în județul Cluj, Transilvania, România, formată din satele Berindu, Mihăiești, Sânpaul (reședința), Sumurducu, Șardu și Topa Mică.

## Date geografice
Altitudinea medie: 428 m.

## Demografie
Componența etnică a comunei Sânpaul
     Români (71,43%)
     Romi (20,1%)
     Alte etnii (8,47%)
Componența confesională a comunei Sânpaul
     Ortodocși (78,78%)
     Penticostali (9,46%)
     Baptiști (1,04%)
     Alte religii (2,64%)
     Necunoscută (8,08%)
Conform recensământului efectuat în 2021, populația comunei Sânpaul se ridică la 2.314 locuitori, în scădere față de recensământul anterior din 2011, când fuseseră înregistrați 2.382 de locuitori. Majoritatea locuitorilor sunt români (71,43%), cu o minoritate de romi (20,1%). Din punct de vedere confesional, majoritatea locuitorilor sunt ortodocși (78,78%), cu minorități de penticostali (9,46%) și baptiști (1,04%), iar pentru 8,08% nu se cunoaște apartenența confesională.

## Politică și administrație
Comuna Sânpaul este administrată de un primar și un consiliu local compus din 11 consilieri. Primarul, Mihai-Călin Bogdan[*], de la Partidul Național Liberal, este în funcție din 1 noiembrie 2024. Începând cu alegerile locale din 2024, consiliul local are următoarea componență pe partide politice:
|  | Partid                          | Consilieri | Componența Consiliului | Componența Consiliului | Componența Consiliului |
|  | ------------------------------- | ---------- | ---------------------- | ---------------------- | ---------------------- |
|  | Partidul Național Liberal       | 3          |                        |                        |                        |
|  | Partidul Social Democrat        | 3          |                        |                        |                        |
|  | Alianța Dreapta Unită           | 3          |                        |                        |                        |
|  | Alianța pentru Unirea Românilor | 1          |                        |                        |                        |
|  | Partidul Patrioților            | 1          |                        |                        |                        |

### Evoluție istorică
De-a lungul timpului populația comunei a evoluat astfel:

## Lăcașuri de cult
- Biserica românească din lemn "Sf. Treime" (1722), cu picturi interioare din 1788.

## Personalități născute aici
- Vasile Ladislau Pop (1819 - 1875), jurist, consilier al ministrului justiției din Viena, înalt funcționar în guvernul Transilvaniei, președintele Tribunalului Suprem al Transilvaniei și președinte al ASTRA;
- Ioan Alexandru (1941 - 2000), scriitor și om politic.

## Vezi și
- Biserica de lemn din Berindu Deal
- Biserica de lemn din Mihăești
- Biserica de lemn din Sumurducu
- Biserica de lemn din Sânpaul
- Valea Șardului (sit de importanță comunitară)